# Ed Dahī
Ed Dahī (hebreiska: Dahī, דהי, א דהי) är en ort i Israel.   Den ligger i distriktet Norra distriktet, i den norra delen av landet. Ed Dahī ligger 411 meter över havet och antalet invånare är 556.
Terrängen runt Ed Dahī är kuperad åt nordost, men åt sydväst är den platt. Ed Dahī ligger uppe på en höjd.Runt Ed Dahī är det ganska tätbefolkat, med 80 invånare per kvadratkilometer. Närmaste större samhälle är Nasaret, 9,5 km norr om Ed Dahī. Trakten runt Ed Dahī består till största delen av jordbruksmark.